# Kirschberg (Mühltal, Odenwald)
Der Kirschberg ist eine 302,4 m ü. NHN hohe Erhebung im nordwestlichen Odenwald, nordwestlich von Waschenbach, einem Ortsteil von Mühltal im südhessischen Landkreis Darmstadt-Dieburg.

## Beschreibung
Der Kirschberg liegt im Geo-Naturpark Bergstraße-Odenwald in der Gemarkung Mühltal und ist stark bewaldet. Unmittelbar nördlich vom Kirschberg befindet sich der „Gickelsberg“. An seinem Ostrand verläuft die K 138 „Obere Kreisstraße“/„Untere Kreisstraße“ und der Waschenbach. Westlich des Berges befindet sich der Weiler In der Mordach. Am Westhang des Kirschberges entspringt die Mordach.

## Toponyme
1. undatiert: Kirschberg
2. heute: Kirschberg

## Etymologie
Althochdeutsch kirs, kirsa und mittelhochdeutsch kerse, kirse, kirsche mit der Bedeutung Kirsche.  
Mit Kirschbäumen bepflanzte Grundstücke und Wege waren namensgebend.